# Паломар (узел)
Палома́р — крепёжный рыболовный узел. Используют для привязывания приманок, вертлюжков, крючков. Подходит для плетёнки разных диаметров. Позволяет использовать монофил и шнур. Узел — надёжен для плетёнки из капроновой нити. На леске может развязываться, поскольку вяжут насухую. В воде коэффициент трения лески резко падает и узел развязывается. Если узел дополнить скользящим узлом с последующей заглушкой свободного конца, то узел становится полностью надёжным.

## Способ завязывания
1. Вдеть сдвоенный конец лески в кольцо.
2. Завязать простой узел (не затягивая).
3. Перекинуть петлю через привязываемый объект.
4. Затянуть узел (предварительно смочив, потянув за оба конца).
5. Обрезать свободный конец, оставив 2—3 мм.

## Признаки

### Плюсы
- Узел — прост
- Надёжен

### Минусы
- Может развязываться на леске

## Применение

### В рыболовстве
Применяют в рыболовстве для привязывания приманок, вертлюжков, крючков.